# L'Hypothèse du bonheur
La redécouverte de la sagesse ancienne dans la science contemporaine
 (novembre 2014).
L'Hypothèse du bonheur : La redécouverte de la sagesse ancienne dans la science contemporaine est un livre publié en 2010 par les éditions Mardaga. Il s'agit de la traduction en français du livre The Happiness Hypothesis (2006) de Jonathan Haidt. 
Dans ce livre, Haidt expose plusieurs « grandes idées » sur le bonheur adoptées par les penseurs du passé - Platon, Bouddha, Jésus et d'autres - et les examine à la lumière des recherches contemporaines en psychologie pour en extraire des leçons et tenter de les mettre en pratique dans nos vies modernes. Les concepts de la vertu, du bonheur, de l'épanouissement, et du sens sont au centre de ce livre.

## Réception
L'Hypothèse du bonheur : La redécouverte de la sagesse ancienne dans la science contemporaine a reçu des critiques positives. 
Daniel Nettle a commenté le livre dans Nature et a accepté l'idée centrale d'une « similitude frappante entre les conseils des anciens sur la façon de vivre, et les pensées de psychologues modernes sur la façon d'avoir un esprit sain ». Il a été impressionné par l'ampleur des recherches en sciences du comportement que Haidt a rassemblées, et a qualifié le livre du « plus intellectuellement substantiel à découler du mouvement de « psychologie positive ». 
James Flint a conclu dans The Guardian : « Je ne pense pas que j'ai déjà lu un livre qui expose la compréhension actuelle de la condition humaine avec une telle clarté et simplicité. »
Christopher Hart, dans The Times, décrit le livre comme « humain, spirituel et réconfortant... synthétisant avec brio les anciennes connaissances culturelles avec la psychologie moderne ».